# مشكلات بيئية
المشكلات البيئية هي أي تغير كيمائي أو نوعي في المكونات البيئية الاحيائية واللاحيائية على أن يكون هذا التغير خارج مجال التذبذبات لأي من هذه المكونات بحيث يؤدي ألى اختلال في اتزان الطبيعة. ترتبط المشكلات البيئية بصورة رئيسية بالتلوث، كما وتعرف الملوثات بأنها أية مواد صلبة أو سائلة أو غازية وأية ميكروبات أو جزيئات تؤدي إلى زيادة أو نقصان في المجال الطبيعي لأي من المكونات البيئية.

## استنزاف المصادر الطبيعية
المصادر الطبيعية: هي مجموعة المواد والطاقة الموجودة في البيئة. وتشتملُ المصادر الطبيعية على مصادر جيولوجية، أي مصادر ذات أصل جيولوجي يمكن استخراجها من الأرض وتشمل:
- الألومنيوم والرصاص والخارصين والذهب والفضة وغيرها.
- الصخور الصـناعية وتشـمل الرمل والحصى والحجر الجيري والغرانيت والجبس. وغيرها. بالإضافة إلى المياه الجوفية كمصدر مهم للحياة.

ومعظم المصادر الجيولوجية هي مصادر غير متجددة إذ أن معدل استهلاكها يفوق معدل تكوّنها، باستثناء المياه الجوفية لإمكانية تجددها بمياه الأمطار، والفلزات لكونها قابلة للتدوير أي يمكن إعادة تصنيعها (تتجدد صناعياً). بالإضافة إلى طاقة الحرارة الجوفية بوصفها مصدراً متجدداً للطاقة.
وتدخل هذه المصادر في جميع أنواع الصناعة التي نعرفها، بدءاً من البلاط وانتهاءً بالدواء، فقلم الرصاص الذي تستخدمه، يتكون من مصادر جيولوجية، والأجهزة الكهربائية والحواسيب والصناعات الحربية والمركبات الفضائية.، جميعها مصدرها المصادر الجيولوجية. المصادر البيولوجية وتشمل الثروات النباتية والحيوانية، وتعد هذه المصادر متجددة لإمكانية توافرها في البيئة نتيجة تجددها طبيعياً. كما تشتمل المصادر الطبيعية على مصادر طاقة متجددة مثل الطاقة الشمسية وطاقة الرياح وطاقة المياه.
تتعرض المصادر غير المتجددة في العالم إلى نضوب، ولذلك لجأت دول العالم إلى إيجاد حلول لها، مثل تطوير تكنولوجيات معينة قادرة على استخدام المصادر المتاحة بكفاءة عالية، والاعتماد على مصادر الطاقة المتجددة.
كما تتعرض المصادر المتجددة إلى استنـزاف وبخاصة الثروة النباتية والحيوانية والتربة والفلزات، وهو ناتج عن استهلاك هذه المصادر بمعدل يفوق معدل تجددها طبيعياً أو صناعياً.
ومن مظاهر الاستـنزاف ما يأتي:
- استنزاف التنوع الحيوي ويشمل؛ استنزاف الغطاء النباتي، واستنزاف الحيوانات البرية. فاستنزاف الغطاء النباتي ينتج بفعل القطع الجائر والرعي الجائر والتلوث والكوارث الطبيعية من حرائق وبراكين وجفاف، أما استنزاف الحيوانات البرية فينتج بفعل الصيد الجائر والتلوث والقضاء على موائل الحياة البرية وغيرها.

ولحماية التنوع الحيوي من الاستنزاف، لجأت الكثير من الدول في العالم إلى إقامة مناطق محمية لحماية الحياة البرية الحيوانية والنباتية وموائلها مثل المحميات الطبيعية، ففي الأردن يوجد ست محميات تشرف عليها الجمعية الملكية لحماية الطبيعة ومنها محميات: الشومري وضانا والموجب والأزرق وغيرها.
بالإضافة إلى إصدار القوانين على المستوى المحلي، مثل قانون حماية البيئة الأردني لعام 1995 م وقانون تقييم الأثر البيئي للمشروعات التنموية؛ فإقامة مشروع لتعدين خام ما في منطقة معينة، سيخضع هذا المشروع إلى الدراسة التحليلية من إيجابيات وسلبيات ليجري عملية إقراره وفق قانون تقييم الأثر البيئي المعمول به في البلد.
- تشتيت المصادر الطبيعية ويعني عدم المقدرة على إعادة تدوير منتجات الثروات المعدنية الفلزية مثل النحاس والحديد وغيرها بالكامل؛ أي أنه في كل عملية تدوير لا يمكن إعادتها مئة بالمئة.
- التصحر وهو مجموعة العمليات التي تؤدي إلى انخفاض إنتاجية أي نظام بيئي، وينتج بفعل عوامل طبيعية مثل انحباس الأمطار، وارتفاع درجة الحرارة أو انخفاضها، أو بفعل الإنسان مثل الرعي الجائر وقطع الأشجار المستمر والزحف العمراني واستخدام الملوثات بأنواعها. ولمقاومة التصحر، نص قانون حماية البيئة الأردني لعام1999 على مراقبة مصادر تلوث التربة وضبطها ومراقبة انجراف التربة والتصحر، واتخاذ الإجراءات الكفيلة بوقف ذلك واتباع سياسة عمرانية قائمة على أسس بيئية.

## النفايات
تطرح الكائنات الحية في النظام البيئي الطبيعي بقاياها وإفرازاتها، فيقوم النظام البيئي بإعادة استخدامها بكفاءة عالية ضمن دورة واضحة؛ إذ تقوم المحلِّلات بتحليلها إلى مواد أولية بسيطة تعود إلى التربة فتستخدمها النباتات، وهذا يسمى التنقية الذاتية. أما النفايات التي يلقيها الإنسان، ونتيجة لإزدياد عدد السكان وارتفاع مستوى المعيشة والتقدم الصناعي والزراعي وغيرها، أدى ذلك إلى ازدياد كمياتها، بالإضافة إلى إنتاج نوعيات خطرة على البيئة، فأصبحت عملية جمعها ونقلها والتخلص منها في جميع دول العالم من الأمور المهمة للمحافظة على الصحة والبيئة. وقد نَصّ قانون حماية البيئة الأردني لعام 1995 م على تعريف النفاية الصلبة بأنها مواد قابلة للنقل ويرغب مالكها بالتخلص منها، بحيث يكون جمعها ونقلها ومعالجتها من مصلحة المجتمع.
مشاكل تلوث الماء

## تلوث الماء

### ملوثات المياه
وتتضمن الملوثات الآتية:

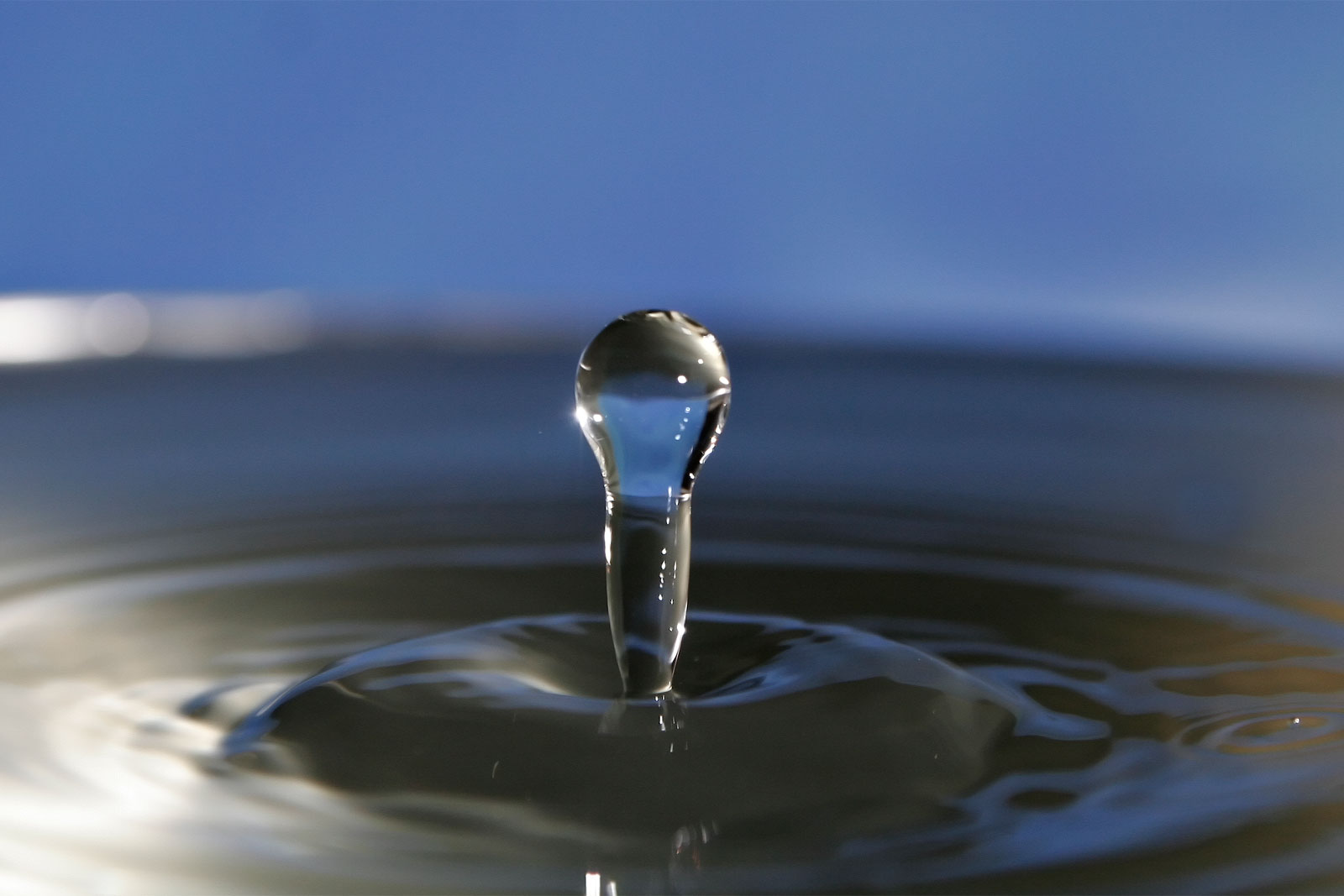
الماء

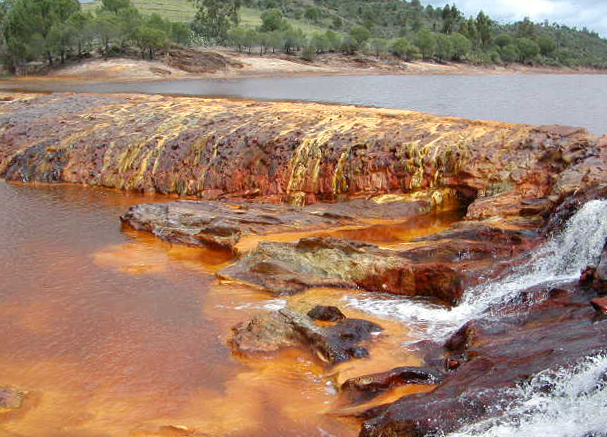
ماء ملوث بصدأ الحديد.

- النفايات المستهلكة للأكسجين  وتشمل الكائنات الحية المسببة للأمراض والمواد العضوية الناتجة عن الأغذية، ومخلفات النباتات وبقايا المحاصيل والمياه العادمة (المنزلية، والصناعية والزراعية). وهذه المواد قابلة للتحلل، إذ يمكن أكسدتها في المياه، ولذلك تسمى مواد مستهلكة للأكسجين. يؤدي استهلاك الأكسجين المذاب في الماء إلى استنزافه، وبالتالي موت الأحياء المائية خنقاً مثل الأسماك والكائنات الحية الدقيقة الهوائية، وفي الوقت نفسه تزداد الكائنات الحية الدقيقة اللاهوائية في الماء فتحلل المواد العضوية لاهوائياً، وينتج غازات سامة وروائح كريهة ناتجة من NH3, H2S.
- المواد السامة العضوية وتشمل النفط، والعصارة في أماكن الطمر الصحي. وتلوث المياه بالنفط يصيب مياه البحار والمحيطات بسبب تسربه من السفن المحمَّلة بالنفط أو من آبار النفط بالبحر. أما العصارة فتصيب المياه الجوفية بسبب تسربها من مكبات الطمر الصحي وترشّحها خلال الصخور ومن ثم وصولها المياه الجوفية.
- المواد السامة غير العضوية  بعض هذه المواد مصدرها الصخور، إذ تتحرر بالتجوية وتحمل بالمياه الجارية أو الأنهار إلى البحيرات، أو تتخلل مسامات التربة والصخور فتلوث المياه الجوفية. غير أن الإنسان سرّع بعمليات التعدين والمعالجة في تحرير المواد السامة من الصخور بمعدل آلاف المرات مقارنة بالعمليات الطبيعية. بالإضافة إلى ما تضيفه المصانع والمستشفيات والمزارع، وغيرها من المواد السامة إلى النظام البيئي.

### مواصفات المياه الصالحة للاستعمال البشري
تتضمن مواصفات المياه مجموعة من الخصائص الفيزيائية والكيميائية والبيولوجية. وتشمل الخصائص الفيزيائية اللون والطعم والرائحة والمواد الصلبة الذائبة (TDS)، والمواد الصلبة العالقة (TSS)، ودرجة الحرارة والعكورة وغيرها. بينما تشمل الخصائص الكيميائية؛ الرقم الهيدروجيني (pH) والقلوية والحَمْضية والعسرة والأكسجين المذاب، والعناصر الثقيلة وغيرها. أما الخصائص البيولوجية فتشمل أنواع الكائنات الحية الدقيقة مثل القولونيات الغائطية.
وتشتمل المواصفات الأردنية للمياه الصالحة للشرب والاستعمالات البشرية على الخصائص الفيزيائية والكيميائية والبيولوجية. ويوضح الجدولان (1-1) و(1-2) بعضاً مما ورد في المواصفات الأردنية للمياه الصالحة للشرب. SlOoM LaG

## تلوث الهواء
يؤثر تلوث الهواء في مكان ما على تلوث الهواء في مكان آخر.

### ملوثات الهواء
تصنف الملوثات الهوائية إلى أساسية وثانوية:

#### الملوثات الأساسية

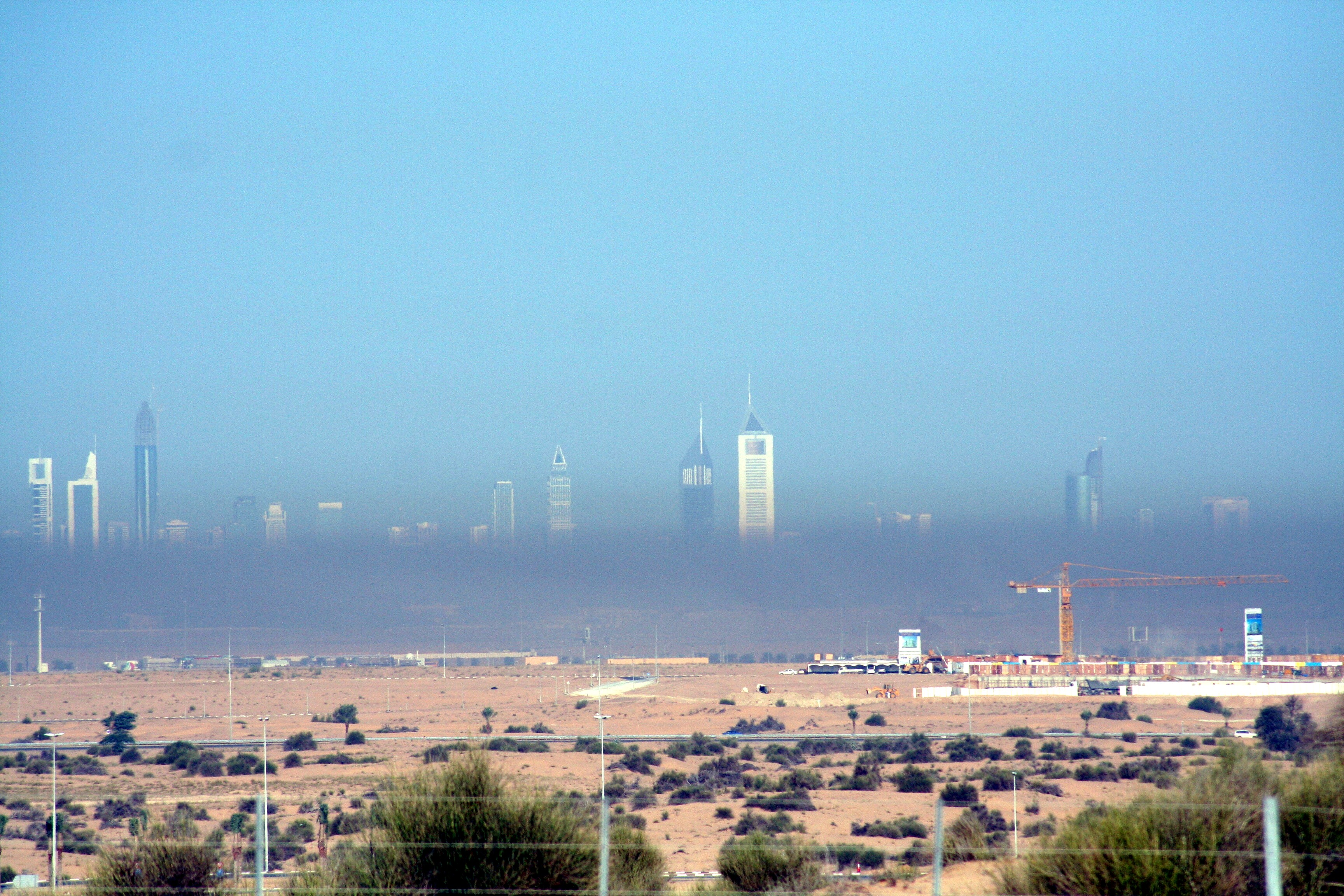
تلوث الهواء في شارع الشيخ زايد في دبي

1. الأكاسيد وتشمل أكاسيد الكربون وأكاسيد النتروجين وأكاسيد الكبريت SO3,SO2)SOx)، وتنتج هذه الغازات من احتراق الوقود الأحفوري.
2. المواد العضوية المتطايرة، وتشمل المركبات الهيدروكربونية ك|الميثان]] والبنزين، وتنتج هذه في عوادم السيارات؛ إذ تتبخر من الكاربوريتر ومن خزانات وقود المركبات، وكذلك من المصانع المنتجة للمنظفات والحموض والقواعد.
3. المركبات العالقة والقطيْرات، وتوجد المركبات العالقة في الهواء على شكل مواد صلبة مثل الغبار والكائنات الحية الدقيقة المتحوصلة وحبوب اللقاح، والفلزات الثقيلة مثل الرصاص والكادميوم والزئبق والزرنيخ، وأملاح الكبريت وأملاح النترات. أما القطيرات فتتمثل في النفط والمبيدات الحشرية.

#### الملوثات الثانوية
تنتج هذه الملوثات من تفاعل الملوثات الأساسية للهواء مع بعضها بعضاً أو مع ملوثات أخرى، أو مع الماء بمساعدة أشعة الشمس، وتشمل الضبخن (1) والمطر الحمضي والأوزون،

## التلوث الإشعاعي

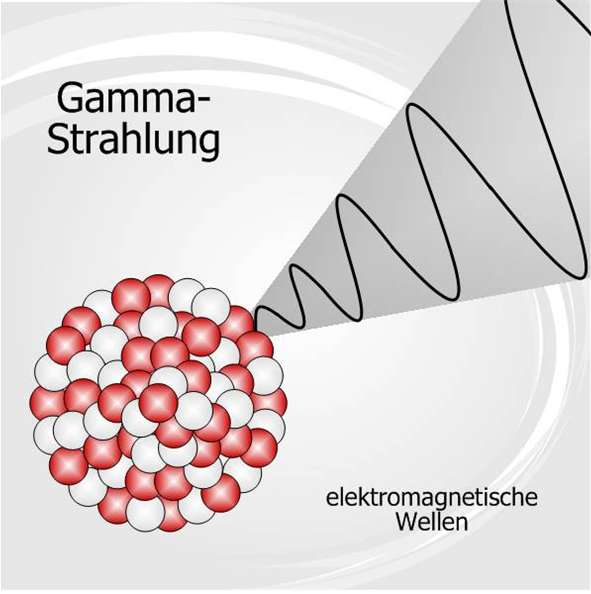
أشعة غاما

إن الإشعاعات التي تصدر عن نوى الذرات هي: ألفا (α) وبيتا (β) وغاما (γ)؛ وتختلف هذه الإشعاعات في قدرتها على اختراق الأجسام، فألفا أضعفها وغاما أقواها وبالتالي أخطرها على أجسام الكائنات الحية. ويضاف إلى هذه الإشعاعات الأشعة السينية (X) وهي تشبه أشعة غاما في تأثيرها. وتنطلق هذه الإشعاعات من مصادر طبيعية، وتشمل الأشعة الكونية، وإشعاعات القشرة الأرضية والإشعاعات الذاتية التي تصدر عن الماء والهواء والغذاء مثل i40K من الألبان و i226Ra من الطعام والماء وغيرها. وتنتج أيضاً بفعل أنشطة بشرية وبخاصة التفجيرات النووية وحوادث المفاعلات النووية كحادثة تشرنوبل. وتتميز الملوثات الإشعاعية في استمرارية بقائها في الجو لمدة عدة أشهر، وبعدها تسقط على الأرض والنباتات، فتدخل السلاسل الغذائية، فتنتقل إلى أجسام الكائنات الحية. كما تصيب الإشعاعات أجسام الكائنات الحية من الوسط المحيط عن طريق التنفس، فتتراكم في أعضاء مختلفة فيها وبخاصة في العظام، ومن ثم تسبب أمراض السرطانات والعقم، وسوء الهضم.

## استنزاف الأوزون
تنتشر مواد الكلور والفلور وكاربون في الغلاف الجوي إلى أن تصل إلى الستراتسفير، حيث الأشعة فوق البنفسجية بتحليلها وتحرير ذرات الكلورين والبرومين منها، التي يزداد نشاطها الكيميائي في الحالة الحرة، فترتبط بجزيئات الأوزون ليتجزأ الأوزون إلى إكاسيد الكلورين والأكسجين، مما يؤدي إلى استنزاف الأوزون. يعد سبب تآكل أو استنزاف أو إحداث ثقب الأوزون إلى تلوث البيئة بالكيماويات التي تصل إلى الغلاف الجوي بالطرق التالية:
- أكاسيد النتروجين المنطلقة من عوادم الطائرات النفاثة التي تطير على ارتفاعات كبيرة على مقربة من السترواتوسفير، ومنصات إطلاق الصواريخ وعوادمها.
- مركبات الكلوروفلوروكربون التي تستخدم في معدات تبريد وتكييف الهواء وفي تعقيم الأدوات الطبية، وفي تنظيف وتجفيف المعادن، وكذلك في تعبئة زجاجات العطور.
- أكاسيد الهيدروجين الناتجة عن التفجيرات النووية والتجارب المتعلقة بها.
- مركبات الهالون التي تستخدم في مطافئ الحريق باعتبارها مضادة للحريق.
- مركبات الكلور التي تنشأ نتيجة لتبخر مياه البحار وثوران البراكين.

## تلوث البحار والمحيطات
خلال الثلاثين عاماً القادمة، سيقيم أكثر من 6,3 مليار نسمة في الممرات الساحلية، مما سيزيد الضغظ على خطوط الالتحام بين البر والبحر. لقد تعرضت مياه البحار والمحيطات إلى تغيرات بيئية نتيجة عاملين هما:
- زيادة تركيزات نسب عدد من المواد والعناصر الموجودة في البيئة البحرية عن نسبها الأصلية مثل (النيتروجين)
- إيجاد مواد جديدة لم تعرفها الطبيعة من قبل، ولا حتى في المراحل السابقة للتطور الاقتصادي مثل (اللدائن).

ملوثات البحار والمحيطات:
- مياه الصرف الصحي.
- المواد الطبية.
- الإشعاع النووي.
- المبيدات الحشرية والأسمدة.
- المواد الكيماوية.
- النفط ومشتقاته.
- الديناميت.
- المواد الصلبة.

## الضوضاء

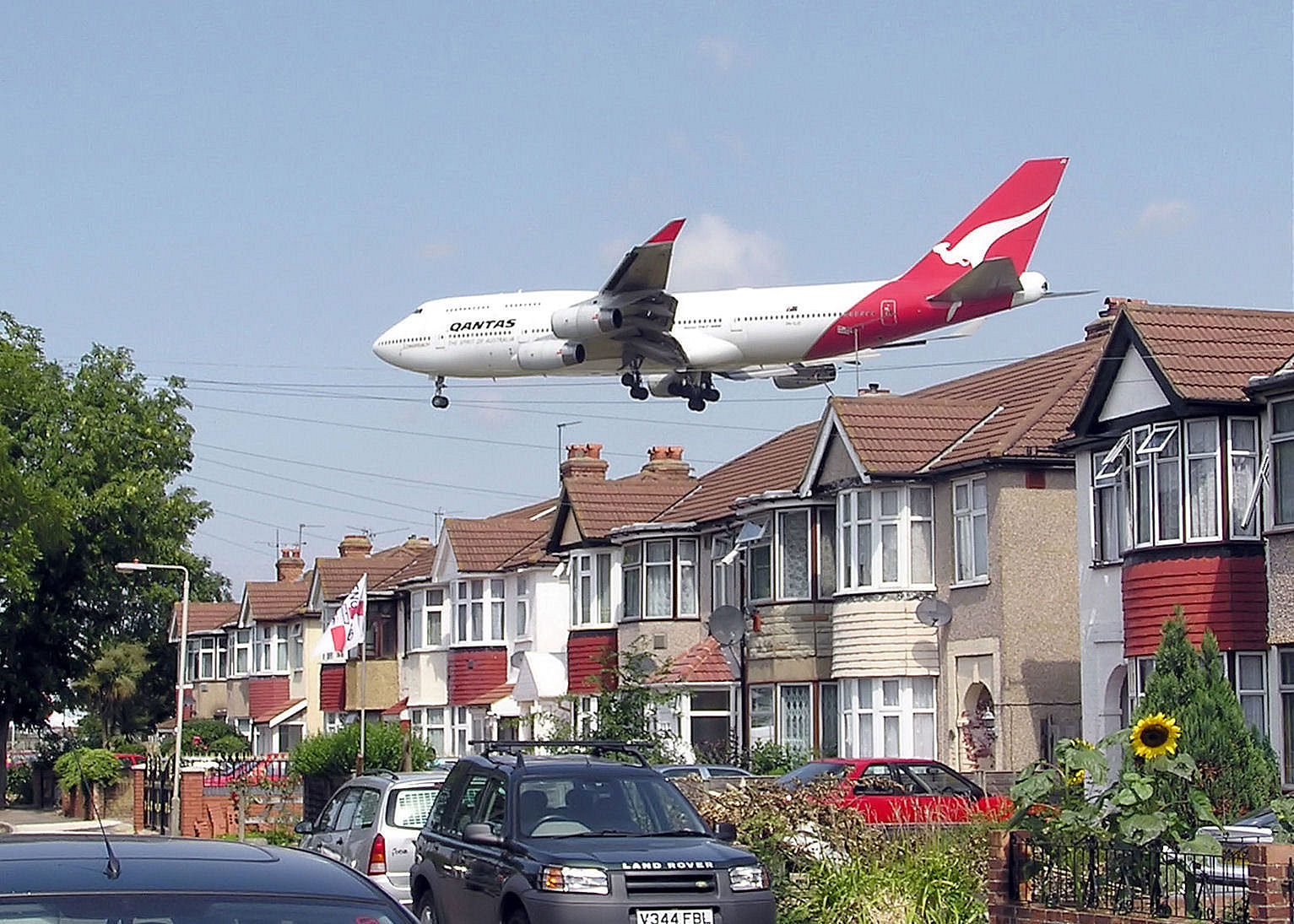
هبوط طائرة Qantas 747-400 تعبرُ قريبة من البيوتِ على مدرج مطار هيثرو لندن، إنجلترا

الضوضاء هي أصوات ذات استمرارية أصوات غير مرغوب فيها وتحدث عادة بسبب التقدم الصناعي. وهي أصوات تأتي مصدرها من المدن التي يكون فيها تضخم سكاني وازديادات في النشاط العمراني والصناعي واستخدام مركبات النقل ونتيجة ذلك يصبح أصوات السيارات والسكان وغيرها من الأصوات التي تزعج الإنسان وتسبب له أمراضاً كثيرة ومعظمها تكون أمراض نفسية تؤثر على صحة الإنسان والتجمعات الصناعية التي تكون بجانب التجمعات السكنية يسبب الضوضاء ومن الأمراض المؤثرة على الإنسان:
- ارتفاع ضغط الدم
- يزيد الجهة العدوانية للإنسان
- الإضطراب
- يؤثر على السمع يؤدي على إتلاف الخلايا cochlea
- يؤثر على التفكير

## المطر الحمضي (Acid rain)

تعليق

المطر الحمضي هو مطر مكون من جزيئات الماء المتفاعل مع ثاني أكسيد الكربون CO2
H2O (l) + CO2 (g) → H2CO3 (aq) حامض الكاربونيك ثم يُمْكِن أَنْ يتفاعل في الماء يُشكّل تجمعَّات منخفضة مِن آيونات hydronium:
2H2O (l) + H2CO3 (aq) ⇌ CO32- (aq) + 2H3O+(aq)
المطر الحمضي سببه الغازات المنبعثة من المصانع الإنسان وله تأثير كبير على الغطاء النباتي وعلى الحيوانات وعلى البنية الامائية الامامية الذي يسبب للمياء التلوث.

## التلوث الضوئي
التلوث الضوئي هو الانزعاج المترتب عن الإضاءة غير الطبيعية ليلا وآثار الإنارة الاصطناعية الليلية على الفونة والفلورة وعائلة الفطريات والأنظمة البيئية، وكذا آثاره المشتبهة والثابتة على صحة الإنسان.

مثله مثل مفهوم تلوث سماء الليل الذي يعوضه أحيانا، فإن مفهوم التلوث الضوئي حديث جدا، إذ أنه ظهر في الثمانينيات من القرن العشرين، وشهد تطورات منذ ذلك الحين.

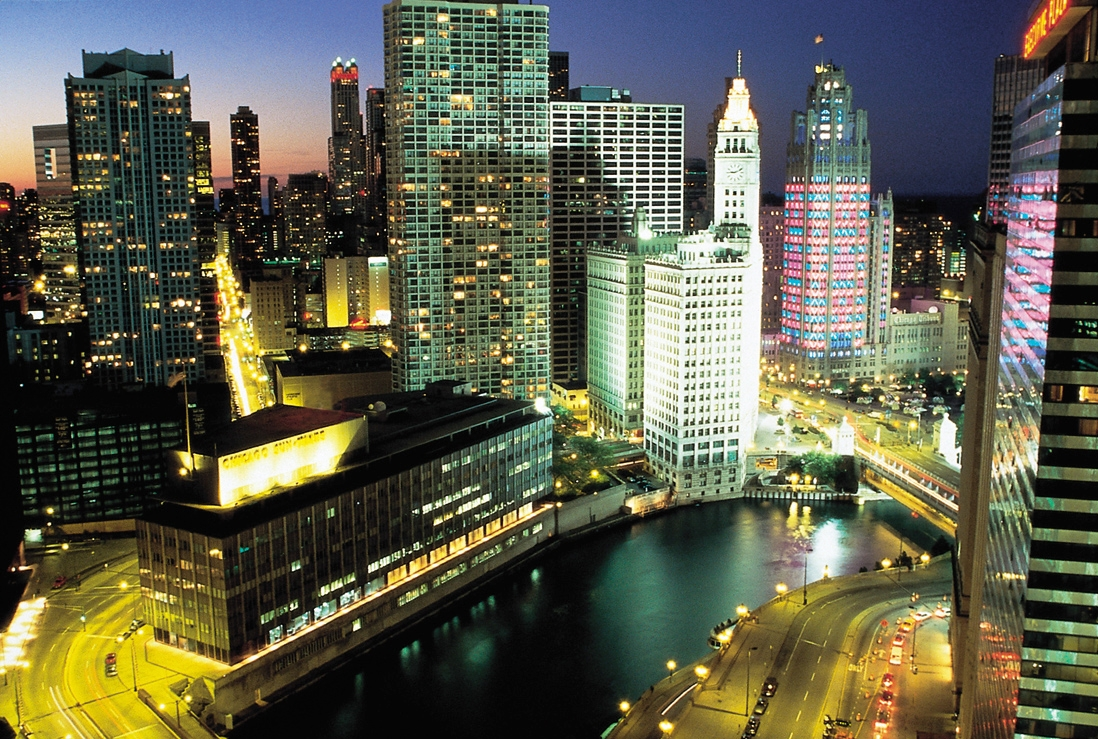
مدينة شيكاغو الأمريكية ليلا. تقول إحصاءات جمعية شيكاغو للطيور إن نحو 100 مليون إلى مليار من الطيور يموت كل سنة بسبب الاصطدام بالبنايات الشامخة.

ظهر هذا المفهوم إثر اجتهادات علماء الفلك الأمريكيين الشماليين ثم الأوروبيين والمنظمات التي تمثلهم (الجمعية الفرنسية للفلك بفرنسا ودارسكي في شمال أمريكا.)، ثم نشطاء آخرين، قلقين على التدهور السريع للبيئة الليلية، من علماء البيئة، والمخططين، وتقنيي الطاقة، والأطباء، والجامعيين، والإناريين والوكالات المهتمة بالتنمية المستدامة الذين عملوا على هذا المجال الجديد.

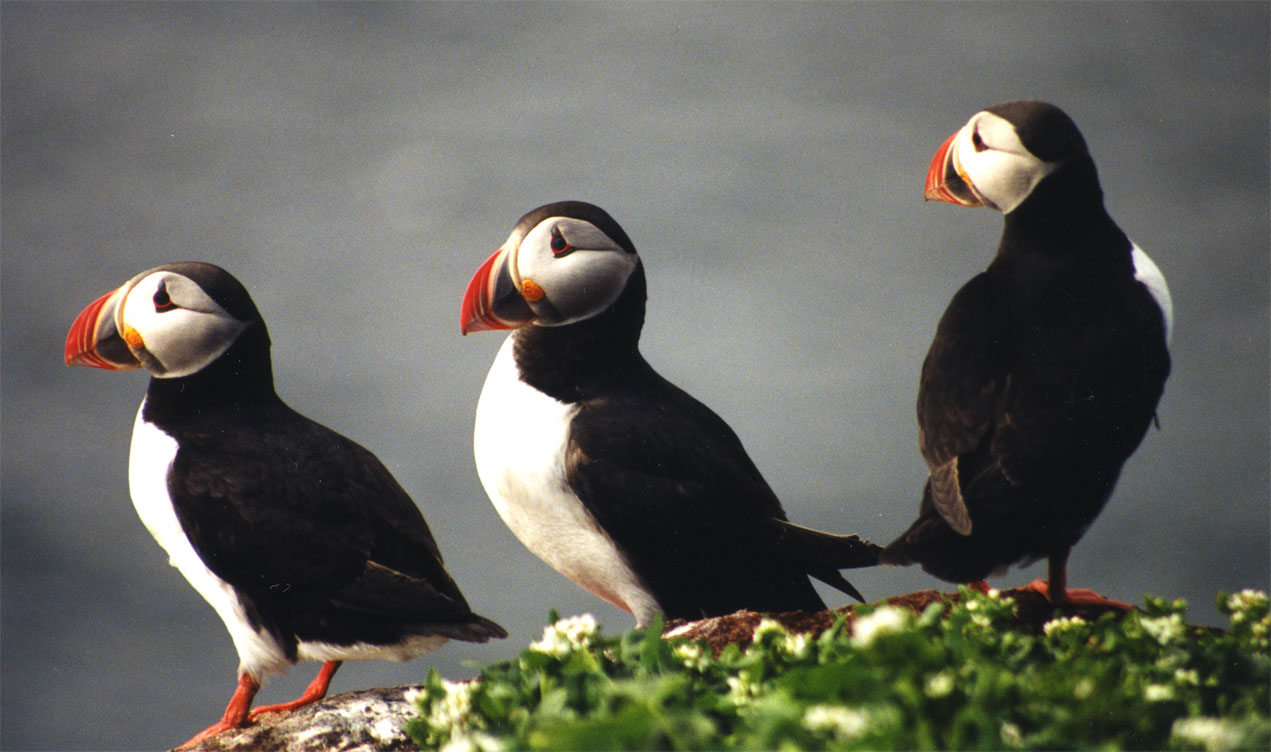
تنجذب كتاكيت الطيور مثل البفن إلى الأضواء الليلية القريبة من عشها. لا تدوم أول محاولة للطيران عندها أكثر من 10 ثوان وهي مهددة بالموت إن لم تلتقط طعامها من البحر. هذا ما يفسر بقاءها في الجزر المنعزلة والجروف البعيدة عن الإنارة. عدد البفون متناقص في أوروبا.

التلوث الضوئي هو الظاهرة المتزايدة للتغيرات الوظيفية في الأنظمة البيئية بسبب الإضاءة الاصطناعية في البيئة الليلية وخاصة وقعها السلبي الواضح على أنواع حيوانية ونباتية وفطرية مهمة (مثل الحشرات الليلية (الفراشات وغمديات الأجنحة.) والخفافيش والبرمائيات) بل وعلى سلامة المنظر البيئي عامة.
على المستوى الإحيائي الجغرافي، تعتبر هذه الظاهرة حديثة جدا. لهذا السبب، ونظرا لتأخر الوعي بهذا المشكل ونقص الميزانيات المستثمرة في هذا المجال، يبقى هذا الخطر بعيدا عن السيطرة. كما أن آثاره لم تدرس بدقة، إذ لم تشمل البحوث إلا بعض الأنواع خاصة الطيور.

## تلوث التربة

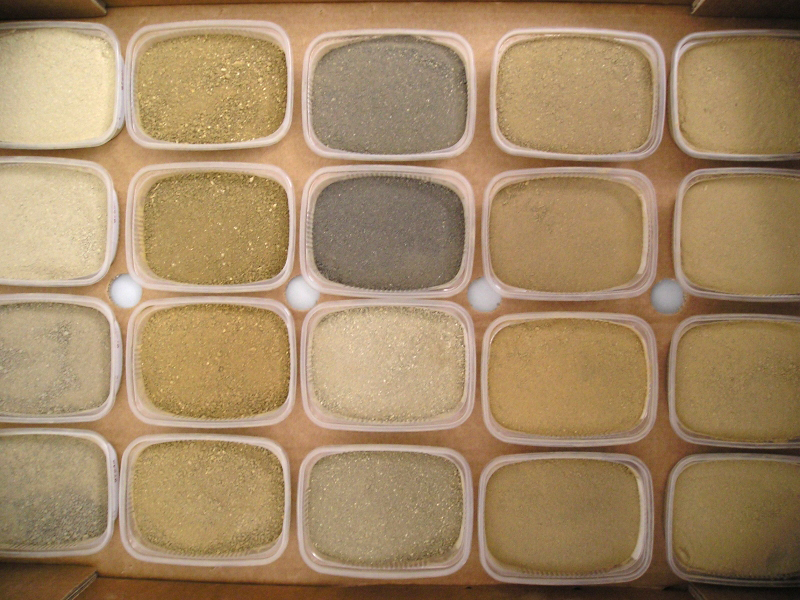
أنواع مختلفة من التربة

التربة (Soil) هي الطبقة السطحية المفككة من القشرة الأرضية التي تمتزج معها الكائنات الحية ونواتج المواد المتحللة التي توجد على عمق 50 إلى 100 سنتيمتر. وتتكون التربة من طبقات تسمى مسكات.
يزداد تلوث المسطحات المائية بشكل مضطرد، ما يثير تساؤلات حول مدى تأثر الأسماك بهذا التلوث وخطورة تناول الإنسان للوجبات السمكية المختلفة، بالإضافة إلى إثارة الشكوك حول الفوائد الحقيقية لهذا المصدر الغذائي الهام
تشهد مدينة سانت لويس حالياً انعقاد أعمال المؤتمر السنوي للهيئة الأمريكية لدعم الأبحاث العلمية AAAS. وفي إطار فعاليات هذا المؤتمر، يشكل ضرر التلوث البيئي على الأسماك موضوعاً هاماً للنقاش. فمن المعروف أن لحوم الأسماك قد تحتوى جراء ثلوث مياه البحار والمحيطات على مواد كيمائية سامة كالزئبق، على سبيل المثال. وإذا تغذى الجنين في رحم الأم على كمية كبيرة من هذا المعدن، فإن ذلك يضر بالجهاز العصبي ويصيب الجنين في أسوء الظروف بالتشوه الخلقي وبأمراض الإعاقة البدنية بعد الولادة. لكن من المعروف أيضاً أن الأسماك تحتفظ بكمية ضئيلة جداً من الزئبق في أجسامها، إلا أن هيئة مراقبة المواد الغذائية الأمريكية FDA أرادت قبل سنوات توخي الحذر ونصحت السيدات الحوامل بعدم تناول الأسماك أكثر من مرتين في الأسبوع الواحد، وذلك حرصاً على صحة الجنين.

## الاحتباس الحراري

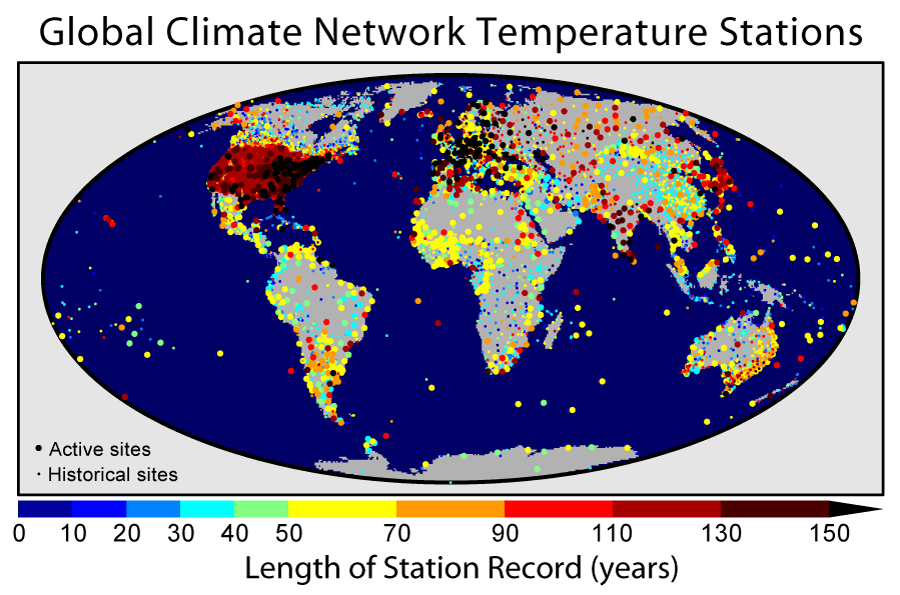
نقاط التقاط درجات الحرارة على الأرض

الاحتباس الحراري هو ظاهرة ارتفاع درجة الحرارة في بيئة ما نتيجة تغيير في سيلان الطاقة الحرارية من البيئة وإليها. وعادة ما يطلق هذا الاسم على ظاهرة ارتفاع درجات حرارة الأرض عن معدلها الطبيعي. وعن مسببات هذه الظاهرة على المستوى الأرضي أي عن سبب ظاهرة ارتفاع حرارة كوكب الأرض ينقسم العلماء إلى من يقول أن هذه الظاهرة ظاهرة طبيعية وأن مناخ الأرض يشهد طبيعيا فترات ساخنة وفترات باردة مستشهدين بذلك عن طريق فترة جليدية أو باردة نوعا ما بين القرنين 17 و18 في أوروبا. يعد الإشعاع الشمسي المصدر الرئيس للطاقة على سطح الأرض، إذ ينطلق من الشمس باتجاه الأرض فينفذ من خلال غازات الغلاف الجوي على شكل أشعة مرئية قصيرة الموجات، وأشعة حرارية طويلة الموجات (تحت الحمراء) وبعض الأشعة فوق البنفسجية التي لا يمكن امتصاصها بواسطة الأوزون، فيمتص سطح الأرض الأشعة الواصلة إليه فيسخن عندها، ويبث حرارته نحو الغلاف الجوي على شكل القريب من سطح الأرض فيحتبس الحرارة، ولا يسمح لها بالنفاذ أو الإفلات إلى أعلى، ويعيد بثها نحو الأرض، مما يؤدي إلى زيادة درجة الأرض. بدأ الشعور الظاهرة الاحتباس الحراري منذ عام1880 م، إذ ارتفعت حرارة جو الأرض بمقدار نصف درجة مئوية خلال القرن الماضي، وستزداد درجة مئوية واحدةً بحلول عام 2040 م ومن المتوقع أن ترتفع نحو 3,2 درجة مئوية لغاية سنة 2100 م. ش:_؛يتسبب ثاني أكسيد الكربون بنحو 72% من ظاهرة الاحتباس الحراري تقريباً، ففي كل سنة يضيف سكان العالم نحو 6 ملي

## تصحر
التصحر هو تعرض الأرض للتدهور في المناطق القاحلة وشبه القاحلة والجافة شبه الرطبة، مما يؤدي إلى فقدان الحياة النباتية والتنوع الحيوي بها، ويؤدي ذلك إلى فقدان التربة الفوقية ثم فقدان قدرة الأرض على الإنتاج الزراعي ودعم الحياة الحيوانية والبشرية. ويؤثر التصحر تأثيرًا مفجعًا على الحالة الاقتصادية للبلاد، حيث يؤدي إلى خسارة تصل إلى 40 مليار دولار سنويًّا في المحاصيل الزراعية وزيادة أسعارها.
في كل عام يفقد العالم حوالي 691 كيلومتر مربع من الأراضي الزراعية نتيجة لعملية التصحر، بينما حوالي ثلث أراضي الكرة الأرضية معرضة للتصحر بصفة عامة. ويؤثر التصحر على القارة الإفريقية بشكل خاص، حيث تمتد الصحاري على طول شمال أفريقيا تقريبًا. كما أنها أصبحت تمتد جنوبًا، حيث إنها اقتربت من خط الاستواء بمقدار 60 كم عمَّا كانت عليه من 50 سنة، وفي أكثر من 100 بلد من بلاد العالم يتأثر ما يقارب المليار نسمة من إجمالي سكان العالم البالغ عددهم 6 بلايين نسمة بعملية تصحر أراضيهم؛ مما يرغمهم على ترك مزارعهم والهجرة إلى المدن من أجل كسب العيش.
يعد التصحر ظاهرة جغرافية متحركة، مكتسب البيئة من خلالها خصائص الصحراء الحقيقية، نتيجة بالتوازن البيئي الطبيعي، إذ يحدث تدهور، واسع المدى في جميع البيئات، الرطبة، وشبه الرطبة، والجافة، وشبه الجافة، وفي ظل تأثير مزدوج من تغير الظروف تحولات نباتية طبيعية، من خلال زحف الصحراء على إقليم الاستبس، وزحف إقليم الاستبس نحو إقليم السافانا، وزحف إقليم السافانا على إقليم الغابات.
ينتج التصحر عن تدهور النظام البيئي، ويرتبط ذلك بقدرة الموارد الاستيعابية، فإذا فاق استغلال الإنسان للموارد طاقتها الاستيعابية، وتعرضت للاستغلال المفرط وغير المنظم، فإن البيئة تتعرض إلى التدهور، فتصبح متصحرة فتتناقص إنتاجية الأراضي، ويعجز الإنتاج عن تلبية حاجات الإنسان والحيوان من الغذاء.